# Chicamocha (rijeka)
Chicamocha je rijeka u Kolumbiji. U sutoku s rijekom Suárez čini rijeku Sogamoso. Pripada porječju rijeke Magdalene.